# Gnophodes morpena
Gnophodes morpena är en fjärilsart som beskrevs av John Obadiah Westwood 1851. Gnophodes morpena ingår i släktet Gnophodes och familjen praktfjärilar. Inga underarter finns listade i Catalogue of Life.